# Zakenvrouw van het jaar
De zakenvrouw van het jaar is een Nederlandse prijs waarmee een succesvolle vrouw wordt onderscheiden. De zakenvrouw van het jaar dient onder andere een  rolmodel te zijn voor andere vrouwen, met als doel het stimuleren van vrouwelijk ondernemerschap.
De prijs wordt ook wel de prix Veuve Clicquot genoemd, naar Nicole-Barbe Clicquot-Ponsardin, die het beroemde champagnehuis leidde vanaf haar 27ste jaar, in 1805. De prijs werd in 1972 in het leven geroepen ter gelegenheid van het 200-jarig bestaan van dit champagnehuis. De prijs werd in 2017 in 18 landen toegekend. In Nederland wordt de prijs sinds 1981 uitgereikt.

## Jury
De jury beoordeelt de kandidaten op de volgende aspecten:
| - Leidinggevende capaciteiten - Visie - Organisatietalent - Carrièreverloop - Financiële verantwoordelijkheid - Zakelijke en maatschappelijke invloed | - Maatschappelijke vaardigheden en betrokkenheid - Aard en omvang van de onderneming - Economische betekenis van de onderneming - Financiële positie van de onderneming - Financieel-economisch toekomstperspectief van de onderneming. |

## Lijst van winnaressen
- 1981 - Lenie de Beus - Nederlandse Wegtanker Maatschappij
- 1982 - Nicole Beijer-Keulers - Bouwbedrijf Hub. Keulers BV
- 1983 - Loes A. Nijhuis - NMB Bank
- 1984 - Edna Kavanagh - HEMA
- 1985 - Sylvia C. Tóth - Content Beheer
- 1986 - Gerda M.J. Voorbij - De Voorbij Groep
- 1987 - Annick J. van de Geest-Vogelaar - Vrij Uit
- 1988 - Bertha Verhoeven-van Lierop - Hovuma magazijnstellingen BV
- 1989 - Carry A. Geerts-Veen - Promech Sorting Systems BV
- 1990 - Marjoleen A. Vreekamp-van den Berg - Dalhuisen Epe
- 1991 - Aleid Rensen-Oosting - Noorder Dierenpark
- 1992 - Els Denneboom-Frank - BV Machinefabriek BOA
- 1993 - Irene Schreuder-Tjoa - Schreuder Research BV
- 1994 - Jet M.A. Creemes-Teuwen - Plan Perspectief Holding BV
- 1995 - Michèle E. Vreeswijk - ADT Security Services
- 1996 - geen
- 1997 - Yolanda Eijgenstein - ARA/BDDP Groep b.v.
- 1998 - Marike van Lier Lels - algemeen directeur van Van Gend & Loos
- 1999 - Lia E. van den Berg-Horst - Van den Berg en Partners
- 2000 - Anne-Marie Rakhorst - Search Holding BV
- 2001 - Scarlett Kwekkeboom - Istimewa Elektro
- 2002 - Ilja van Haaren - Koninklijke Porceleyne Fles
- 2003 - Jeanette van den Ingh - Glasgroep Spliet & de Waal
- 2004 - Mariëtte Barnhoorn - Luba Groep
- 2005 - Yvonne Swaans - Direct Wonen
- 2006 - Esther Raats-Coster - Bandridge Europe NV Europe
- 2007 - Marlies Dekkers - Marlies Dekkers Group
- 2008 - Francine Houben - Mecanoo Architecten
- 2009 - Meiny Prins - Priva B.V.
- 2010 - Marlies van Wijhe - van Wijhe Verf B.V.
- 2011 - Thecla Bodewes - Scheepswerven Bodewes, Hasselt (Ov.)
- 2012 - Jacqueline Zuidweg - Zuidweg & Partners
- 2013 - Heleen Dura-van Oord - DQ&A Media Group
- 2014 - Ria Joosten - Ria Joosten Catering & Evenementen
- 2015 - Danny Hollestelle - Koninklijke Hollestelle Groep
- 2016 - Vivienne van Eijkelenborg - Difrax Babyproducten
- 2017 - Elske Doets - Jan Doets Reizen
- 2018 - Aukje Kuypers - Kuijpers
- 2019 - Mireille Kaptein - Zuivelbedrijf Kaptein
- 2020 - geen
- 2021 - Marinka Nooteboom - Koninklijke Nooteboom Groep
- 2022 - Kristel Groenenboom - Container service C. Groenenboom
- 2023 - Mathilde de Winter - Vopak
- 2024 - Fabienne Chapot - Oprichter van een modemerk[2]